# Mairie du 18e arrondissement de Paris
Koordinaten: 48° 54′ N, 2° 21′ O

Logo der Mairie du 18^{e} arrondissement de Paris

Die Mairie du 18e arrondissement de Paris ist das Rathaus und der Sitz der Verwaltung des 18. Arrondissement von Paris.

## Lage
Die Mairie liegt am Place Jules-Joffrin, der von der Rue Ordener geteilt wird: Im Südwesten das Rathaus, im Nordosten die Metrostation Jules Joffrin mit der Linie   und der Église Notre-Dame de Clignancourt.

## Geschichte
Die erste Mairie des 18. Arrondissement wurde in der ehemaligen Gemeindeverwaltung des Montmartre am Place des Abbesses.
Das gegenwärtige Gebäude wurde zwischen 1888 und 1892 von Marcellin Varcollier geplant und gebaut, aber von Léon Salleron erst 1905 fertiggestellt. Die alte Bürgermeisterei wurde abgerissen und an ihrer Stelle der Square Jehan-Rictus eingerichtet.
Das Gebäude hat an jeder Seite einen Anbau, dem jeweils besondere Bestimmungen zugeordnet sind: im Osten (31 Rue Hermel) die Justice de paix und im Westflügel (72 Rue du Mont-Cenis) die Gemeindebücherei. 

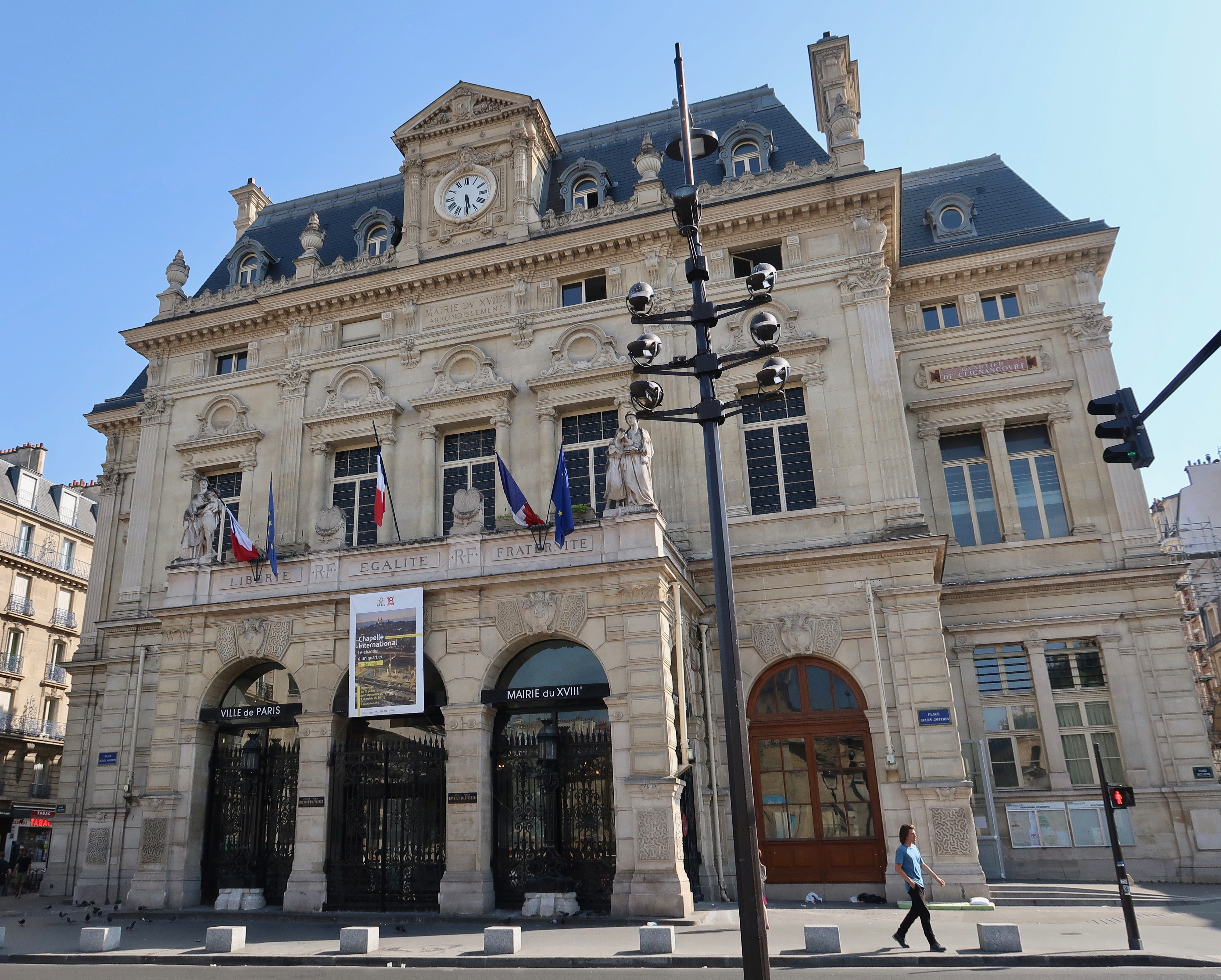
Fassade der Mairie du 18e arrondissement de Paris
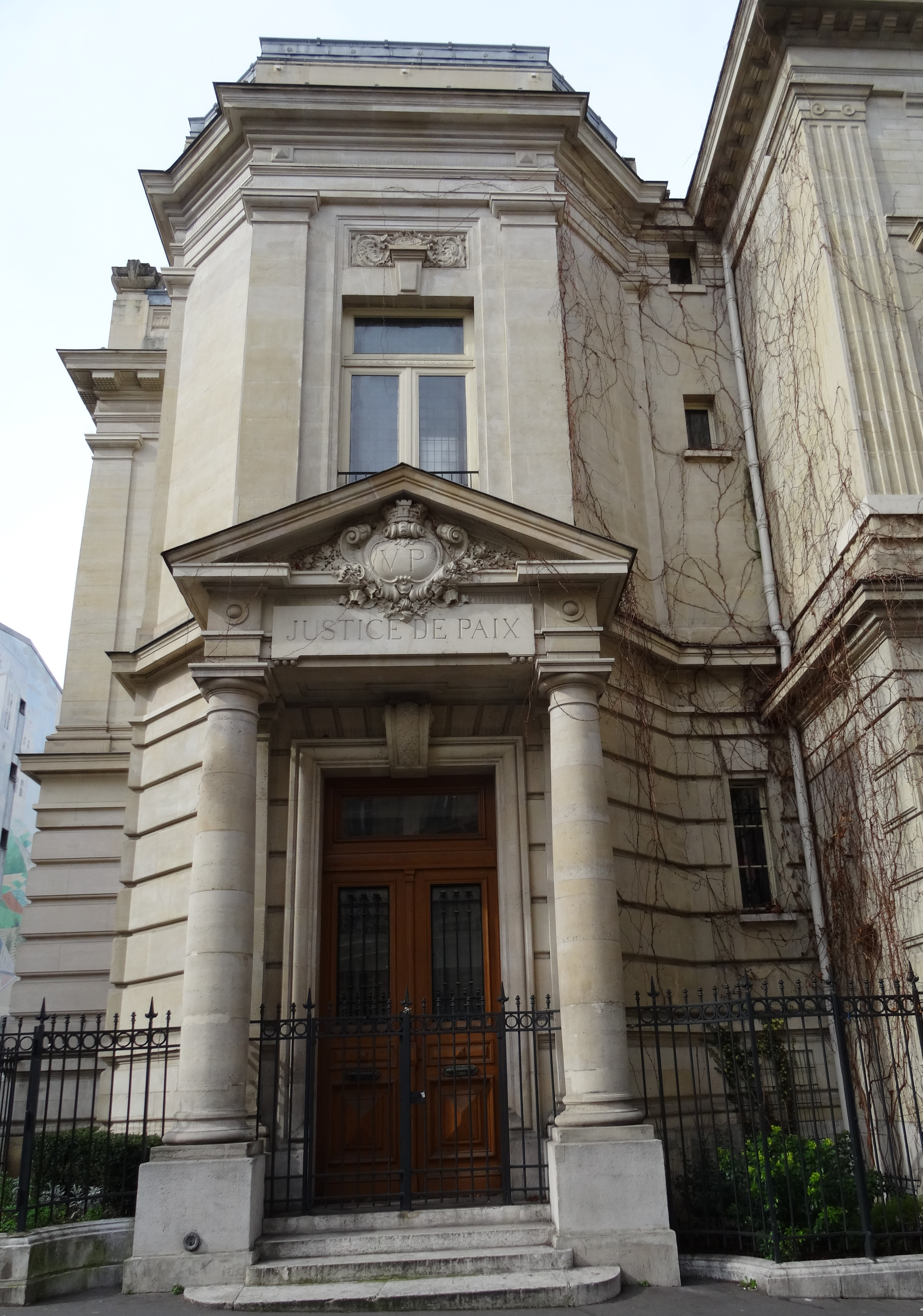
Ostfassade: 31 Rue Hermel, Justice de Paix
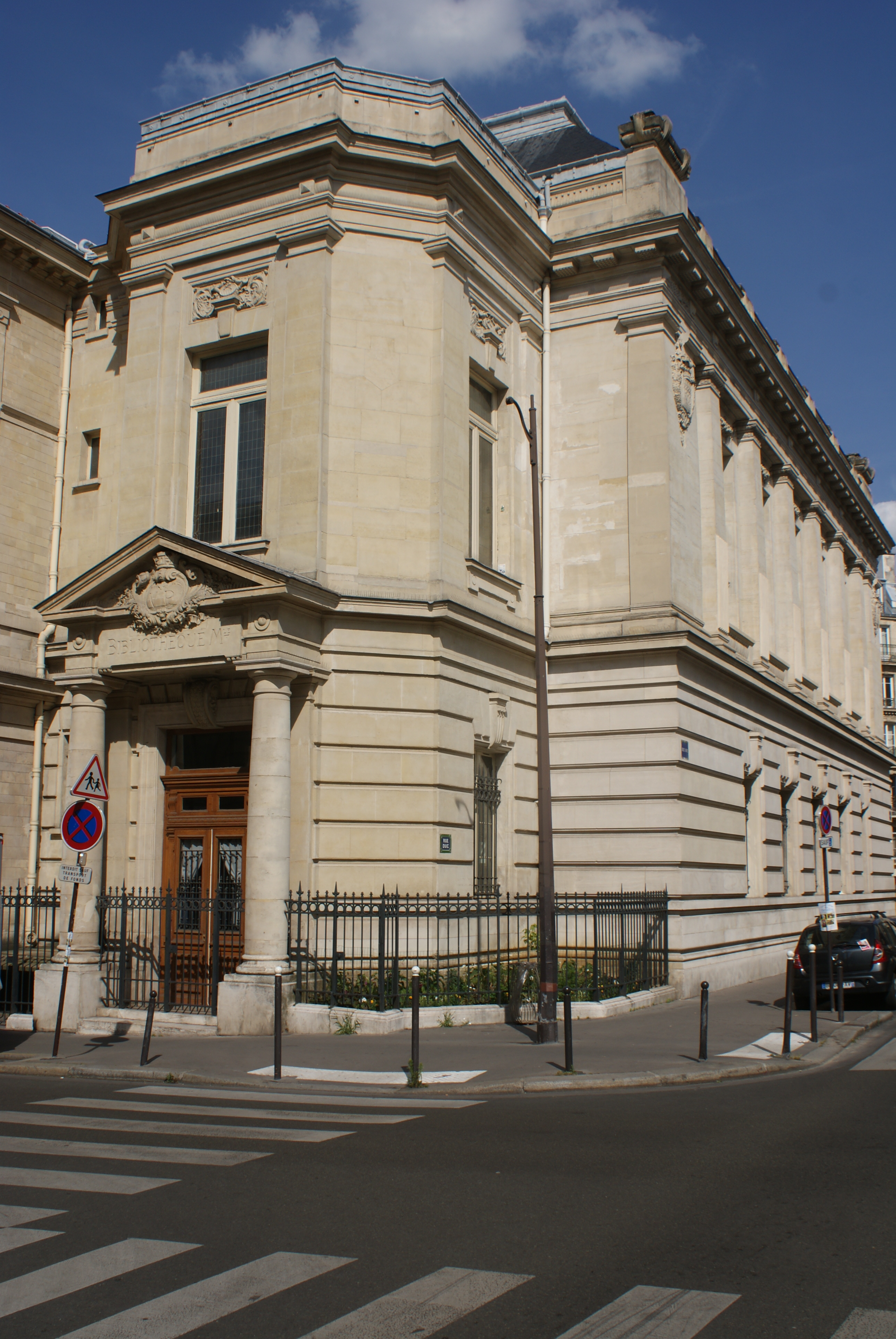
Westfassade: 72 Rue du Mont-Cenis, Gemeindebibliothek